# Хома Михайло Степанович
Михайло Степанович Хома (нар. 20 листопада 1983, с. Бортники, Стрийський район, Львівська область) — український співак, автор пісень, актор, кінорежисер, продюсер, фронтмен та засновник гурту «DZIDZIO». Заслужений артист України (2020). Амбасадор Збірної України з футболу.

## Життєпис

#### Ранні роки
Батько — Степан Олексійович Хома, ветеринар, закінчив Львівський ветеринарний інститут (нині Львівський національний університет ветеринарної медицини та біотехнологій імені С. З. Ґжицького). Мати — Галина Янівна Хома (Маркуль), технолог друкарської поліграфії, закінчила Поліграфічний технікум.
Народився Михайло 20 листопада 1983 року в селищі Бортники Жидачівського району. Дитинство співака минуло в цьому селищі, згодом у 4-річному віці з батьками переїхав до Новояворівська. У 1991 році вступив до Новояворівської школи № 1, паралельно батьки віддали сина в місцеву музичну школу на вокально-хоровий відділ. Першим викладачем вокалу була Леся Миколаївна Омелян, яка відкрила для Михайла світ академічного вокалу..
У юному віці його називали Робертіно Лоретті, тому що брав участь у всіх концертах у музичній школі та концертах міста. Першим вагомим здобутком у житті артиста стала перша премія на конкурсі імені Петра Чайковського (1995 рік). Михайлові подобалась класична та естрадна музика, кумиром юного артиста того часу був естрадний співак Іван Попович. Цього ж року батько Михайла випадково познайомився з ним і запропонував прослухати свого сина. За порадою Івана Поповича Михайло Хома почав займатися вокалом з Михайлом Русином у Яворові. Артист пройшов потужну та витривалу школу, за що завдячує Михайлові Михайловичу Русину. Саме він почав підготовку Хоми до концертів та конкурсів.
Михайло переможець конкурсів та фестивалів: Конкурс ім. Петра Чайковського (перша премія), Золоті трембіти (1996 рік), «Співаночка-джазочка» (1996 рік, перша премія), «Вечори над Латорицею»(перша премія), «Співограй» (гран-прі), «Квіти Прикарпаття» (гран-прі), «Чорноморські ігри» (2000 рік, друга премія), «Молода Галичина» (1996 рік перша премія, 1999 рік, гран-прі) та інші.
У 1997 році батько Степан помер. Юнак залишився на вихованні бабусі й дідуся.

### 1998 рік
Після закінчення музичної школи вступив у Львівське музичне училище, де навчався на диригентському факультеті. Викладачем Михайла була Максимович Оксана Іванівна. Завідувачем цього факультету була дружина Кос-Анатольського — Надія.

### 2004 рік
Після диригентського факультету вступив до Київського національного університету культури і мистецтв з метою продовження розвитку естрадного вокалу. Провчившись два роки на денному стаціонарі, перевівся на заочну форму та повернувся до Львова.
У цьому місті Михайло створив гурт «Друзі», з яким виступав на весіллях та приватних заходах. У колективі брали участь: Василь Була, Ярослава Хома (Притула), Сергій Либа, Роман Кулик, Назарій Гук, Ігор Гринчук, Орест Жук. Гурт набув широкого розголосу, був взірцем для інших колективів. Паралельно Михайло почав викладати вокал для дітей на власній студії в Палаці культури «Кристал».
Також тоді Хома співпрацював із гуртом «Меркурій» (колектив Митної служби України), у якому солістом був Василь Була. Через співпрацю з цим колективом він отримав запрошення на роботу.
Михайло пройшов стажування на митниці в пункті пропуску Краковець. Зрозумівши, що основне покликання — музика, перервав стажування та продовжив музичну кар'єру.

### 2008 рік
Михайло записав кавер-версію пісні «Календар», авторами якої були Андрій Кузьменко та Олег Турко. Почувши цей варіант, Кузьменко запропонував зробити кавер-версію на пісню «Старі фотографії». Згодом на неї знімають відеокліп. Михайло ініціює назву «Дзідзьо»: саме так називали його діда-поляка — Яна Казимировича Маркуля. Кузьменко підтримав, проте згодом за його рекомендацією образ «Дзідзьо» призупиняється, створюється гурт «Sex Shop Boys», у якому Михайло є солістом гурту.
Паралельно виступаючи на корпоративах із гуртом «Друзі», Михайло як керівник, у перервах розважає своїх друзів смішними історіями, використовуючи надсянський говір і голос «старого діда». Так і утворились монологи Дзідзя, які згодом набрали широкої популярності шляхом передачі через інфрачервоний порт.

### 2009 рік
Михайла запрошують виступити на приватному заході, саме там він знайомиться з Анатолієм Безухом, майбутнім продюсером DZIDZIO. З того часу, логотип пишеться латиною. Його створив (візуалізацію) Роман Чериба, подарувавши його Михайлові на день народження. У цьому ж році гурт DZIDZIO починає новий виток. Гурт «Sex Shop Boys», не проіснувавши року, припиняє свою діяльність.

### 2010—2015 рік
Андрій Кузьменко створив пісню «Ялта», після чого за спільною згодою перестав співпрацювати з гуртом «Sex Shop Boys», а Анатолій Безух став продюсером гурту DZIDZIO. За версією Музвар випадок розпаду гурту у 2015 році та конфлікт між учасниками увійшов до ТОП-5 найвідоміших випадків розриву взаємин у музичній індустрії України.

### 2011—2019 роки
Гурт DZIDZIO на чолі з Михайлом активно гастролює та випускає нові авторські пісні, підкріплює їх авторськими короткометражками, які отримують всенародну любов. Саме вони стають поштовхом до повнометражного кіно.

### 2013 рік
18 травня 2013 року відбулась визначна подія в житті Михайла: він із гуртом DZIDZIO відіграв сольний концерт на стадіоні «Арена Львів» і першим з українського шоубізнесу зібрав аудиторію понад 25 000 людей.

### 2016—2017 рік
Михайло працює над своїм першим повнометражним фільмом DZIDZIO Контрабас. Артист постає у ролі автора ідеї, продюсера, сценариста та головного героя стрічки. Саме вона здобула перемогу в номінації «Вибір глядача» за версією премії «Золота дзиґа». Також DZIDZIO Контрабас встановив рекорд касових зборів серед українських фільмів.

### 2018 рік
Цього року DZIDZIO вкотре збирає стадіон Арена Львів з мегашоу «Super-puper», який приурочений виходу нового альбому.
Також артист постає у ролі режисера, автора ідеї, продюсера та виконавця головної ролі у новому повнометражному фільмі «DZIDZIO Перший раз». Ця кінострічка отримала дві нагороди премії Золота дзиґа (3-тя церемонія вручення) у номінації «Премія глядацьких симпатій» та «Найкращий звукорежисер».
20 листопада Михайло з нагоди свого дня народження, у межах туру «Super-puper» зібрав столичний Палац спорту та аудиторію у понад 10 000 людей. У шоу вперше в Україні використали 400 м² цільного світлодіодного екрана та найпотужніші світлові прилади.

### 2019 рік
Михайло виконав Державний гімн перед матчем збірних України та Литви, чим здивував прихильників і зіркових колег. Відтоді став амбасадором Збірної України з футболу.
Наприкінці року артист розпочав роботу над великим проєктом, який поєднав у собі оновлену версію гімну України та запис духовного гімну України — «Боже Великий, єдиний». До створення запису Михайло залучив 100 молодих музикантів під керівництвом диригентки Оксани Линів.

### 2020 рік
Цього року Михайло презентував відеокліп на духовний гімн України «Молитва за Україну». Робота над записом тривала в київському Будинку звукозапису, де можна одночасно записати понад 100 музикантів і хористів. Диригенткою проєкту виступила Оксана Линів.
24 серпня виконав гімн України на урочистостях з нагоди Дня Незалежності України та був нагороджений званням Заслужений артист України.

### 2022 рік
У квітні 2022 року Михайло заспівав разом з українськими артистами пісню «Україна переможе», яку написав Олександр Пономарьов. Також були залучені: Тарас Тополя, Юрій Ткач, Євген Кошовий, Петро Чорний.
Активно гастролює з концертами-підтримкою ЗСУ.
З початку повномастшабного вторгнення Росії в Україну став на оборону на культурному фронті. Михайло разом із колегами надали понад 150 благодійних концертів, мета яких збір коштів на підтримку ЗСУ.
Разом із Олександром Пономарьовим та іншими артистами записали кілька пісень «Україна переможе», «На землі, в повітрі і на морі».

### 2023 рік
7 березня 2023 року Михайло Хома та Олександр Пономарьов презентували спільний дует «Гей, соколи».
Згодом у березні артист презентував короткометражний, авторський фільм «Хто ти». Сюжет стрічки: Чоловік кидає виклик безмежно довгому ланцюгу, який є символом людських страждань набраного протягом життя. Герой містичним способом потрапляє у духовний світ, де має діалог з Богом, а насправді із самим собою. Саме з цього моменту він розуміє істину.
У листопаді співак випустив кліп під назвою «Ліхтарики», яку виконавець записав разом з Анною-Марією Герман — незрячою 10-річною дівчинкою і волонтером із Львівщини.

## Особисте життя
Дружина — львів'янка, співачка Ярослава Притула, відома під сценічним псевдонімом SLAVIA. Одружилися в листопаді 2013 року. З майбутньою дружиною Михайло познайомився під час конкурсу «Молода Галичина», згодом вони співали разом у гурті «Друзі». У квітні 2021 року Михайло заявив про розлучення.

## Сингли
| №  | Назва                   | Автор музики      | Автор тексту         |
| -- | ----------------------- | ----------------- | -------------------- |
| 1  | Вихідний                | М. Хома           | М. Хома              |
| 2  | Я і Сара                | М. Хома           | М. Хома              |
| 3  | 108                     | М. Хома           | М. Хома, Я. Товстига |
| 4  | Павук                   | М. Хома           | М. Хома, В. Парфенюк |
| 5  | Каділак                 | М. Хома           | М. Хома              |
| 6  | Сусіди                  | М. Хома           | М. Хома              |
| 7  | Банда-Банда             | М. Хома           | М. Хома              |
| 8  | Не матюкайся            | М. Хома           | М. Хома, В. Парфенюк |
| 9  | Я їду до мами           | М. Хома           | М. Хома              |
| 10 | Я міліонер              | М. Хома           | М. Хома              |
| 11 | Я люблю, Київ           | М. Хома           | М. Хома              |
| 12 | Моя любов               | М. Хома           | М. Хома              |
| 13 | Зимова казка            | М. Хома           | М. Хома              |
| 14 | Мені повезло            | М. Хома           | М. Хома              |
| 15 | Сама-сама               | М. Хома, О. Турко | М. Хома, О. Турко    |
| 16 | Кобіта                  | М. Хома           | В. Баранов           |
| 17 | Буську                  | М. Хома, О. Турко | М. Хома, О. Турко    |
| 18 | Ja cie kocham           | М. Хома, О. Турко | М. Хома, О. Турко    |
| 19 | Das ist gut fantastisch | М. Хома, О. Турко | М. Хома, О. Турко    |
| 20 | ХА-ХА-ХА                | М. Хома, О. Турко | М. Хома              |
| 21 | 3 в 1                   | М. Хома           | М. Хома              |
| 22 | Ja cie kocham           | М. Хома, О. Турко | М. Хома, О. Турко    |
| 23 | Птахоподібна            | М. Хома           | М. Хома              |
| 24 | Marsik                  | М. Хома           | М. Хома, В. Парфенюк |
| 25 | Марічка                 | С.Сабадаш         | М. Ткач              |
| 26 | Україна переможе        | О. Пономарьов     | О. Пономарьов        |

## Відзнаки, нагороди
- 1995 премія на вокальному конкурсі імені Петра Чайковського
- 1996 став лауреатом І премії конкурсу Молода Галичина
- 1999 року став лауреатом гран-прі фестивалю «Молода Галичина»[33]
- 2018 Фільм DZIDZIO Контрабас нагороджений Золотою дзиґою у номінації «Вибір глядача»
- 2019 Фільм DZIDZIO Перший раз нагороджений двома Золотими дзиґами у номінаціях: «Найкращий звук» та «Премія глядацьких симпатій».
- 2020 Заслужений артист України[2]
- 2023 Премія YUNA — Олександр Пономарьов та Михайло Хома — за серію успішних музичних колаборацій[34]

## Фільмографія

### Короткий метр
| Рік  | Назва                        | Режисер           | Оператор          | Автор сценарію    |
| ---- | ---------------------------- | ----------------- | ----------------- | ----------------- |
| 2016 | MARSIK (без цензури)         | М. Хома           | О. Рощин          | М. Хома           |
| 2015 | Я їду до мами                | М. Хома           | О. Рощин          | М. Хома           |
| 2014 | Ангели чудяться              | М. Хома, Т. Дронь | О. Рощин          | М. Хома           |
| 2014 | Павук (без цензури)          | М. Хома, Т. Дронь | О. Поздняков      | М. Хома           |
| 2013 | Лист до Миколая              | М. Хома, Т. Дронь | М. Хома, Т. Дронь | М. Хома           |
| 2013 | Повна срака (без цензури)    | В. Шурубура       | В. Шурубура       | М. Хома           |
| 2013 | Народження легенди (мультик) | студія KEMEO      | студія KEMEO      | студія KEMEO      |
| 2012 | ХА-ХА-ХА (без цензури)       | В. Шурубура       | В. Шурубура       | М. Хома           |
| 2012 | Каділак (без цензури)        | В. Шурубура       | В. Шурубура       | М. Хома, О. Турко |
| 2011 | Сама-сама (без цензури)      | В. Шурубура       | В. Шурубура       | М. Хома           |
| 2023 | Хто ти                       | М.Хома            | В. Шурубура       | М. Хома           |

### Фільми
| Рік  | Назва              | Режисер                   | Оператор        | Автор сценарію                                                                                     |
| ---- | ------------------ | ------------------------- | --------------- | -------------------------------------------------------------------------------------------------- |
| 2024 | Потяг у 31 грудня  |                           |                 | |
| 2021 | Зірки за обміном   |                           |                 | |
| 2021 | ДЕ ГРОШІ           | Михайло Хома              | Юрій Король     | Сергій Алімов, Тарас Дронь, Сергій Либа, Павло Остріков, Кирило Тимченко, Михайло Хома, Діана Юраш |
| 2018 | DZIDZIO Перший раз | Михайло Хома, Тарас Дронь | Олександр Рощин | Михайло Хома, Тарас Дронь, Сергій Либа, Діана Юраш                                                 |
| 2017 | DZIDZIO Контрабас  | Олег Борщевський          | Дмитро Юріков   | Володимир Нагорний, Михайло Хома, Сергій Лавренюк, Павло Сушко                                     |

### Телебачення
| Рік       | Назва              | Роль     | Нотатки                      |
| --------- | ------------------ | -------- | ---------------------------- |
| 2013      | Співай якщо зможеш | Ведучий  | Вокально-розважальний проект |
| 2016-2017 | Україна має талант | Суддя    | Танцювальне шоу              |
| 2019      | Голос. Діти        | Тренер   | Конкурс молодих виконавців   |
| 2019      | Танці з зірками    | Учасник  | Танцювальне шоу              |
| 2021      | Маска              | Детектив | Розважальне шоу              |

### Серіали
| Рік  | Назва        | Роль           | Нотатки    |
| ---- | ------------ | -------------- | ---------- |
| 2015 | Слуга народу | Камео          | телесеріал |
| 2019 | Відморожений | Головний актор | телесеріал |
| 2020 | Великі вуйки | Камео          | телесеріал |